# Stolzia borneensis
Stolzia borneensis är en insektsart som först beskrevs av Willemse, C. 1938.  Stolzia borneensis ingår i släktet Stolzia och familjen gräshoppor. Inga underarter finns listade i Catalogue of Life.